# José Sousa
José Sousa Gómez (Ramirás, Orense, 16 de enero de 1951 - Caracas, 31 de diciembre de 2017) fue productor de cine y distribuidor cinematográfico y de televisión hispano venezolano.

## Biografía
Aunque nació en el municipio orensano de Ramirás, Sousa Gómez emigró con su familia a Venezuela cuando tenía 13 años para reencontrarse con su madre.  
Conocido por sus trabajos en cortometrajes, documentales y largometrajes, fue el responsable de producir 37 películas como El manzano azul (2012), Reverón (2011), El malquerido (2015), La abuela Virgen (2007) o La casa del fin de los tiempos (2013). 
En 2016, recibió el premio ‘Ourensanía’ de manos del Presidente de la Junta de Galicia Alberto Núñez Feijóo y Manuel Baltar.

## Vida privada
Estuvo casado 35 años con Sixta Coromoto Salazar Muñoz, conocida en la escena artística como ‘Jackeline’, que falleció en agosto de 2016 asesinada en la puerta de su casa. De esta relación, tuvieron dos hijas: Ana Patricia, cineasta y codirectora de la empresa familiar Xenon Films; y Andrea, actriz. 
Pepe Sousa Gómez era, además, socio de la Hermandad Gallega de Venezuela (Caracas) desde 1969, donde fue secretario de Relaciones Públicas y Sociales de 1981 a 1983, bajo la presidencia de Manuel Ramos López. 